# Zarifa Budagova
Zarifa Ismayil gizi Budagova (en azerí: Zərifə İsmayıl qızı Budaqova; Ereván, 28 de abril de 1929 - Bakú, 10 de noviembre de 1989) fue una científica, filóloga, lingüista, doctora en filología (1963), profesora (1968), miembro correspondiente de la Academia Nacional de Ciencias de Azerbaiyán (1980), galardonada con el título  "Científica de Honor de la República Socialista Soviética de Azerbaiyán".

## Biografía
Zarifa Budagova nació el 28 de abril de 1929 en la ciudad de Ereván. En 1943 comenzó sus estudios en la Escuela Técnica Pedagógica de la República Socialista Soviética de Armenia y en 1945 continuó sus estudios en la Facultad de Lengua y Literatura de Azerbaiyán del Instituto Pedagógico Estatal de Armenia. En 1948, durante la deportación masiva de una parte importante de azerbaiyanos en Armenia, Zarifa y su familia también fueron deportados a Azerbaiyán. En 1949 se graduó de la Universidad Pedagógica Estatal de Azerbaiyán. 
En 1949 ingresó en el Departamento de Lenguas Turcas del Instituto de Lingüística de la Academia de Ciencias de la Unión Soviética en Moscú. Defendió su tesis doctoral en filología en 1953. Entre 1953 y 1955 trabajó como investigadora principal en el Instituto de Lengua y Literatura de la Academia de Ciencias de la Unión Soviética en Moscú. En 1963 defendió su tesis doctoral sobre el tema “Una frase sencilla en la lengua literaria moderna de Azerbaiyán”, convirtiéndose en la primera mujer en la historia de la ciencia azerbaiyana en recibir el título científico de Doctora en Filología. En 1968 Zarifa Budagova recibió el título académico de profesora en la especialidad "Lenguas turcas".
En 1980 Zarifa Budagova fue elegida miembro correspondiente de la Academia Nacional de Ciencias de Azerbaiyán. De 1984 a 1988 fue subdirectora del Instituto de Lingüística de la Academia de Ciencias de la República Socialista Soviética de Azerbaiyán. En 1988-1989 trabajó como directora de este instituto.
Zarifa Budagova falleció el 10 de noviembre de 1989 en la ciudad de Bakú y fue enterrada en el Segundo Callejón de Honor.